# Deflektor płomienia

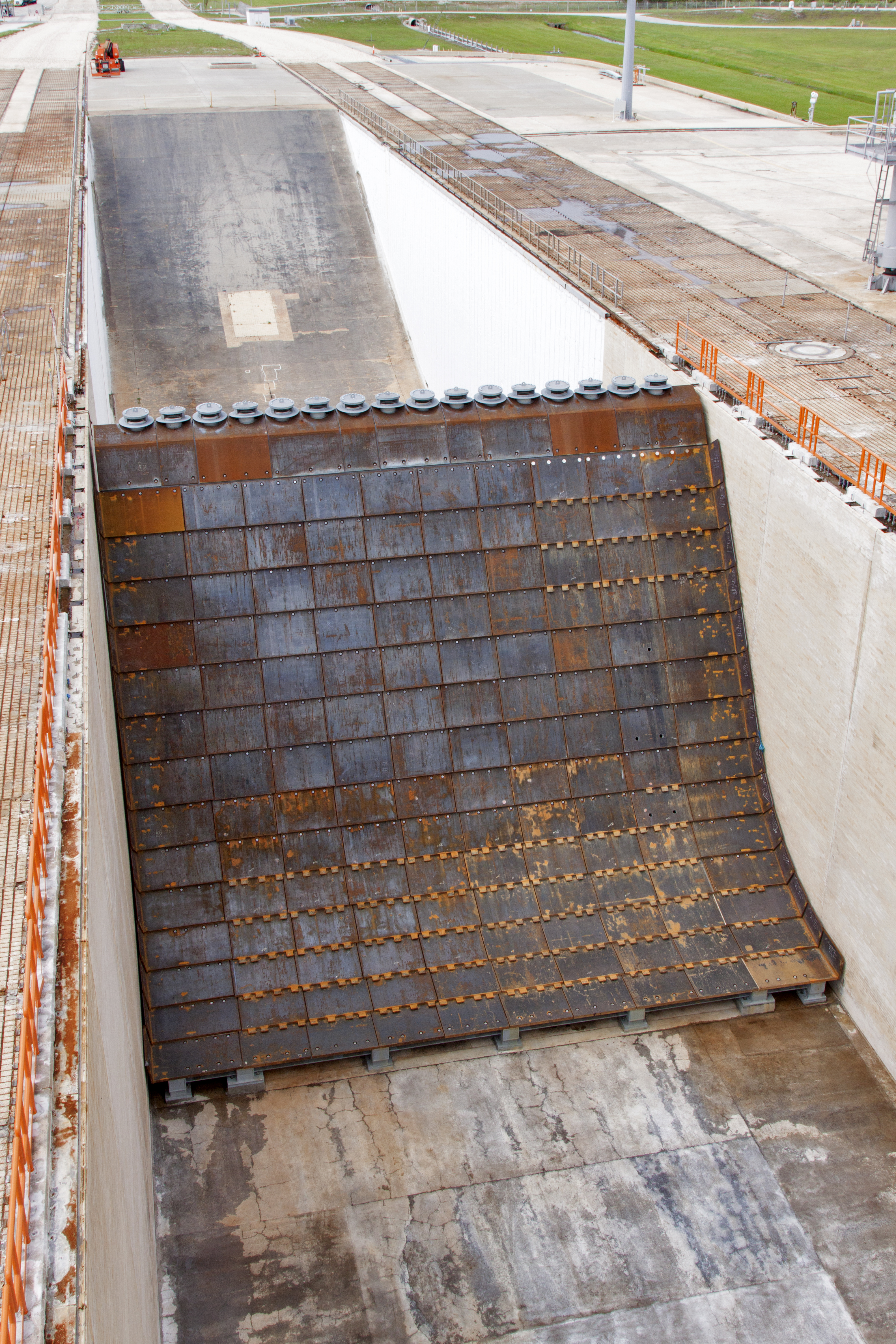
Deflektor płomienia w Kompleksie startowym 39 Centrum Kennedy’ego

Deflektor płomienia – struktura bądź urządzenie zaprojektowane w celu przekierowania lub rozproszenia płomieni, ciepła oraz gazów wylotowych wytwarzanych przez silniki rakietowe lub inne systemy napędowe rakiety. Siła ciągu generowana podczas startu rakiety, a także towarzyszący temu dźwięk, mogą powodować uszkodzenia zarówno stanowiska startowego, infrastruktury naziemnej, jak i samej rakiety. Podstawowym celem deflektora jest ochrona urządzeń, infrastruktury oraz środowiska przed negatywnymi skutkami oddziaływania gazów wylotowych i wysokiej temperatury.

## Budowa i działanie
Deflektor zazwyczaj jest solidną i odporną na wysoką temperaturę konstrukcją, która kieruje płomienie i gazy wylotowe w określonym kierunku, najczęściej z dala od rakiety oraz wszystkich wrażliwych elementów infrastruktury naziemnej.
Gazy wylotowe wydostające się z rakiety trafiają przez otwory stanowiska startowego bezpośrednio na deflektor umieszczony w rowie ogniowym, który biegnie pod stanowiskiem startowym i rozciąga się daleko poza samo stanowisko. W celu redukcji efektów akustycznych często stosuje się również system tłumienia dźwięku oparty na wylewaniu dużych ilości wody.

## Przykłady zastosowań

### Program Apollo
W czasie realizacji programu Apollo konieczność zastosowania deflektora płomieni była czynnikiem decydującym przy projektowaniu Kompleksu Startowego 39 w Centrum Kosmicznym Johna F. Kennedy’ego. Inżynierowie NASA zdecydowali się na dwustronny, metalowy deflektor klinowy o wysokości 13 metrów i szerokości 15 metrów, który waży łącznie 317 ton. Z uwagi na wysoki poziom wód gruntowych zaprojektowano rów ogniowy na poziomie gruntu, co wpłynęło na ostateczne wymiary ośmiokątnej platformy startowej.

### Space Transportation System

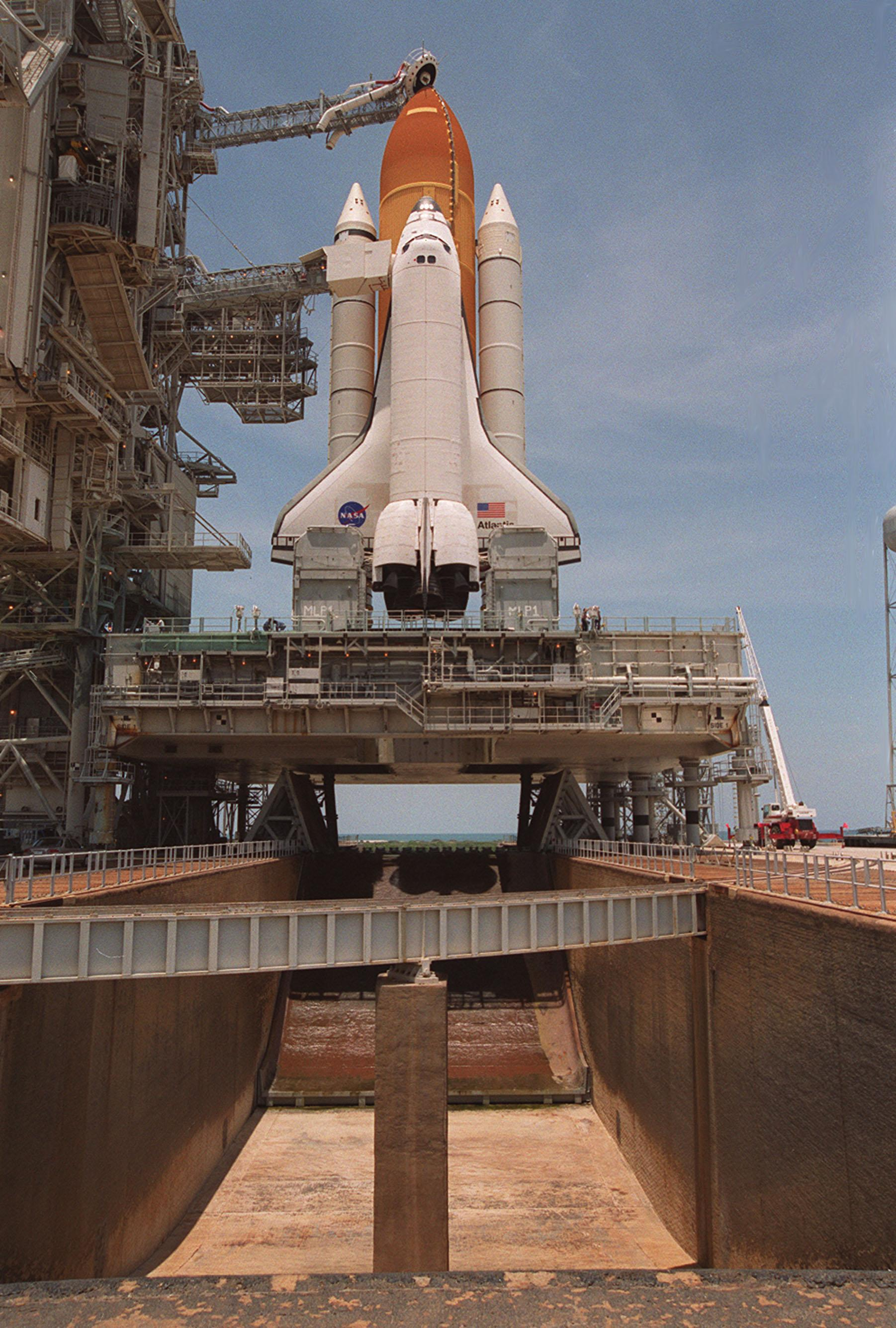
Deflektor płomieni widoczny pod wahadłowcem kosmicznym gotowym do startu

W ramach programu ⁣⁣Space Transportation System⁣⁣ NASA dokonała modernizacji Kompleksu Startowego 39B w Centrum Kosmicznym im. Kennedy’ego. Zainstalowano tam rów ogniowy o długości 150 metrów, szerokości 18 metrów i głębokości 13 metrów. Został on wykonany z betonu oraz cegieł ogniotrwałych. Deflektor znajdował się wewnątrz rowu, bezpośrednio pod boosterami rakietowymi SRB. System ten został następnie odnowiony i dostosowany do potrzeb programu Artemis i rozwoju rakiety Space Launch System.

### Kosmodrom Bajkonur
Na głównych platformach startowych rosyjskiego kosmodromu Bajkonur stosuje się studnie ogniowe, do których odprowadzane są wszystkie gazy wylotowe rakiety nośnej. Same rakiety nośne są transportowane koleją bezpośrednio na platformę startową, gdzie podnoszone są do pozycji pionowej tuż nad deflektorem. Podobne rozwiązanie wdrożono także w Gujańskim Centrum Kosmicznym należącym do Europejskiej Agencji Kosmicznej.

### Starship
Podczas pierwszego orbitalnego lotu testowego rakiety Starship w kwietniu 2023 roku stanowisko startowe w Starbase uległo poważnym uszkodzeniom, spowodowanym brakiem deflektora płomieni. W wyniku działania 33 silników Raptor, pod stanowiskiem startowym powstał głęboki na 7,6 metra krater w betonie zbrojonym, a gruz i pył zostały rozrzucone na rozległym obszarze wokół miejsca startu.
W odpowiedzi firma SpaceX opracowała deflektor oparty na systemie wodnym. Zastosowano w nim znajdującą się pod rakietą stalową konstrukcję, rozpylającą ogromną ilość wody pod wysokim ciśnieniem w celu ochrony rakiety Starship oraz stanowiska startowego. W listopadzie 2023 roku nowy system zadziałał skutecznie podczas drugiego lotu orbitalnego rakiety, zapobiegając anomaliom, które miały miejsce podczas pierwszego lotu rakiety.